# Scott Glenn
Theodore Scott Glenn (født 26. januar 1941 i Pittsburgh, Pennsylvania) er en amerikansk filmskuespiller.
Efter diverse småroller og biroller fik han et gennembrud med skurken i James Bridges' Urban Cowboy (1980) og træneren i Robert Townes Personal Best (1982). Han spillede sej, muskuløs officer eller politimand i populære film som The Right Stuff (Mænd af den rette støbning, 1983; som astronauten Alan Shepard), The Hunt for Red October (Jagten på Røde Oktober, 1990) og The Silence of the Lambs (Ondskabens øjne, 1991), og har siden spillet biroller i bl.a. Carla's Song (1996), The Virgin Suicides (1999), Training Day (2001) og The Bourne Ultimatum (2007).